# Saskie ostatki
Saskie ostatki (August III) – powieść historyczna Józefa Ignacego Kraszewskiego, ukończona w San Remo w 1886 r. jako zamykająca cykl Dzieje Polski.
W dwutomowym wydaniu ukazała się dopiero w dwa lata po śmierci autora, będąc 228. w twórczości Kraszewskiego i zarazem ostatnią w jego życiu. W 1891 i 1899 opublikował ją następnie Michał Glücksberg w tanim wydaniu "Powieści historyczne J. I. Kraszewskiego" (tom 77-78). Był to już schyłek okresu pozytywizmu, a początek epoki narodzin nowych prądów i idei.
„W Saskich ostatkach Kraszewski dał jeszcze jeden przejmujący obraz upadku państwa polskiego. Skupił uwagę nie tyle na dość wątłej, schematycznej fabule, ile na kręgach życia obyczajowego, agonalnych przejawach życia społecznego i politycznego kraju”. Pisarz oparł fabułę m.in. na materiałach źródłowych, do których dotarł podczas lat spędzonych w Dreźnie, wykorzystał też pamiętniki Marcina Matuszewicza.

## Treść
Rok 1763. W kraju panuje król August III z dynastii Wettynów, ukazany jako władca słaby i nieudolny. Faktycznie w jego imieniu rządzi Rzeczpospolitą i Saksonią wszechwładny minister Henryk Brühl. Równocześnie w kraju trwa brutalna rywalizacja o władzę między stronnictwami magnackimi: po jednej stronie "Familia" Czartoryskich, po przeciwnej stronnictwo litewskich Radziwiłłów i ich sojuszników, którym przewodzi książę Karol Radziwiłł „Panie Kochanku”. Ich walka o skład Trybunału Litewskiego prowadzi niemal do wojny domowej. Obie strony cechuje egoizm, pycha oraz partykularyzm z dbałością o własny interes przy równoczesnej obojętności na losy ogółu i kraju. Państwo polsko-litewskie chyli się stopniowo ku upadkowi, a jego aparat praktycznie już nie funkcjonuje.
Na tle historycznym toczą się losy bohaterów fikcyjnych. Główny bohater – niezamożny rotmistrz Klemens Tołoczko jest zarówno uczestnikiem, jak i obserwatorem zdarzeń przyspieszających upadek kraju. Zarazem jako wdowiec stara się o rękę panny Anieli Koiszewskiej, córki strażnikowej trockiej i protegowanej księżnej hetmanowej Sapieżyny. Wiele scen z ówczesnego życia publicznego i prywatnego ukazano z subtelnym humorem. Również oparte bardziej na kalkulacji niż na uczuciu przedmałżeńskie zabiegi Tołoczki z ich akcentami komicznymi stanowią swoistą przeciwwagę wobec przygnębiającego obrazu ówczesnej Rzeczypospolitej.